# Morón partido
Morón egy partido Argentína középpontjától keletre, Buenos Aires tartományban. Székhelye Morón.

## Népesség
A partido népessége a közelmúltban a következőképpen változott:
| Év   | Lakosság |
| ---- | -------- |
| 2001 | 305 676  |
| 2010 | 321 109  |